# Heřmánky (vojenský újezd Libavá)
Heřmánky, německy Hermsdorf, je zaniklá zemědělská obec u Heřmaneckého potoka a pramenů potoka Veličky, v nadmořské výšce 550 m n. m. Poblíž se dnes nacházejí Heřmanecké rybníky soustavy Harta a Hermesův Mlýn. Místo se nachází ve vojenském újezdu Libavá v Olomouckém kraji a je, mimo vyhrazené dny, nepřístupné.

## Historie
Založení této zemědělské obce je datováno do r. 1258 nebo 1394. Ve 14. století zpustla a obnovena byla v r. 1711.
V letech 1821 až 1908 byla poblíž u Olomouckého kopce významná regionální sklárna Skelná Huť (německy Glashütte), která patřila k Heřmánkám. Byla to pobočka Reichovy sklárny v Krásně u Valašského Meziříčí kde pracovalo mnoho lidí z Heřmánek a Boškova. Roku 1834 zde pracovalo 188 dělníků.
Do roku 1923 byly Heřmánky osadou nedalekého Boškova. V obci byla filiální kaple sv. Anny (postavená v roce 1928) a před ní vysoký dřevěný kříž s plechovým Kristem a Bolestnou P. Marií u jeho nohou.
V roce 1930 zde stálo 25 domů a žilo 120 obyvatel (z toho jen 6 československé národnosti). V roce 1944 zde žilo 143 obyvatel. V roce 1946 bydlelo v Heřmánkách již jen šest českých rodin.
Obec byla zničena odsunem německého obyvatelstva v r. 1946 a vznikem vojenského výcvikového prostoru Libavá (dnešní vojenský újezd Libavá). Dnes jsou Heřmánky veřejnosti, mimo vyhrazené dny, nepřístupné.
Blíže,,

## Další informace
Přibližně 2,9 km jižně se nachází vesnice Boškov. Asi 0,9 km jihozápadním směrem se nacházel Hermesův Mlýn (Hermes mühle) na Plazském potoku. Přibližně 1,3 km východo-jihovýchodním směrem se nacházela osada Bělidlo (Bleiche).
Pod bývalou vesnicí jsou dnes dva rybníky (součást vodního zdroje Harta) a nad horním rybníkem je lovecká chata, kde bývají pravidelně výstavy loveckých trofejí.
Mezi Hermesovým Mlýnem a Heřmánkami stojí vojenská betonová strážní budka s nápisy v cyrilici (historický pozůstatek po sovětské přítomnosti na Libavé).

## Galerie

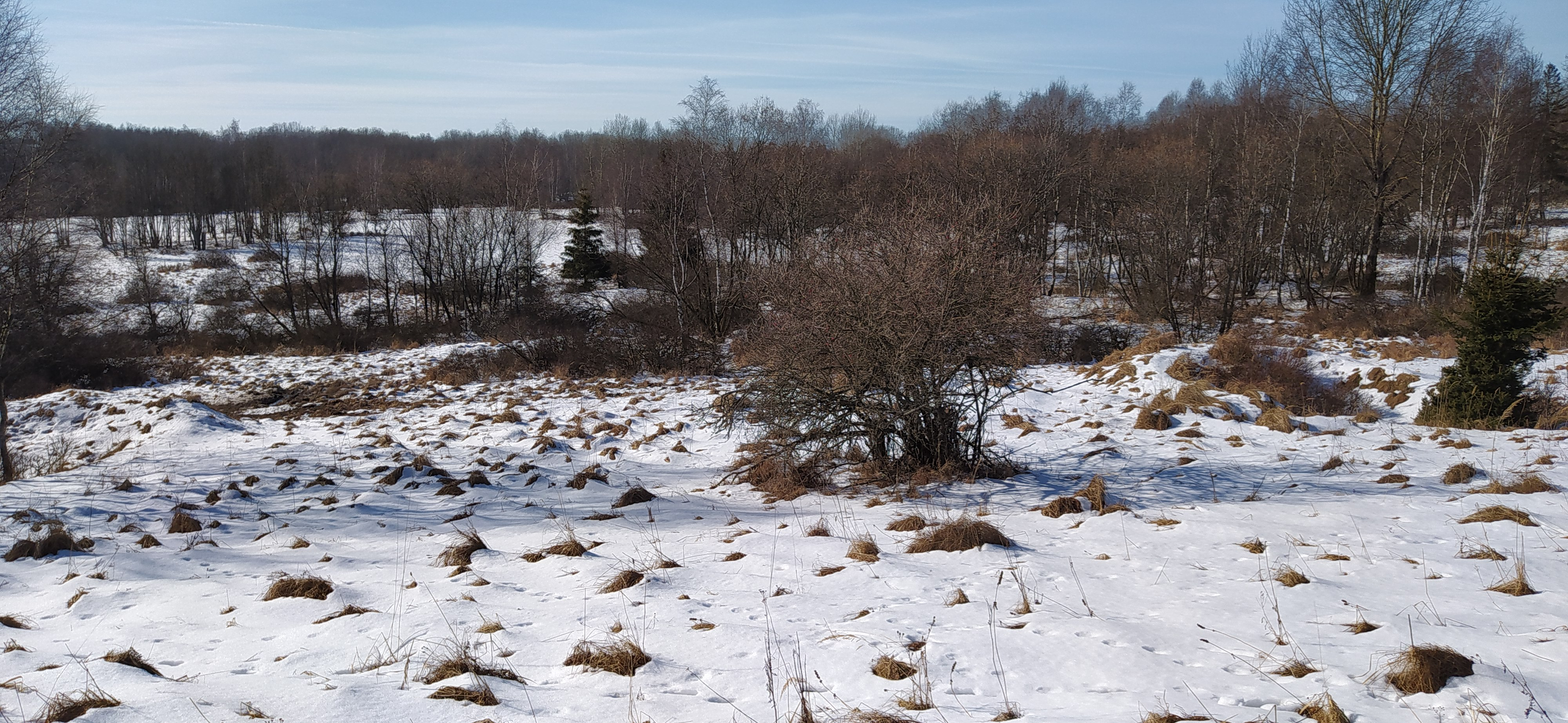
zaniklá vesnice Heřmánky
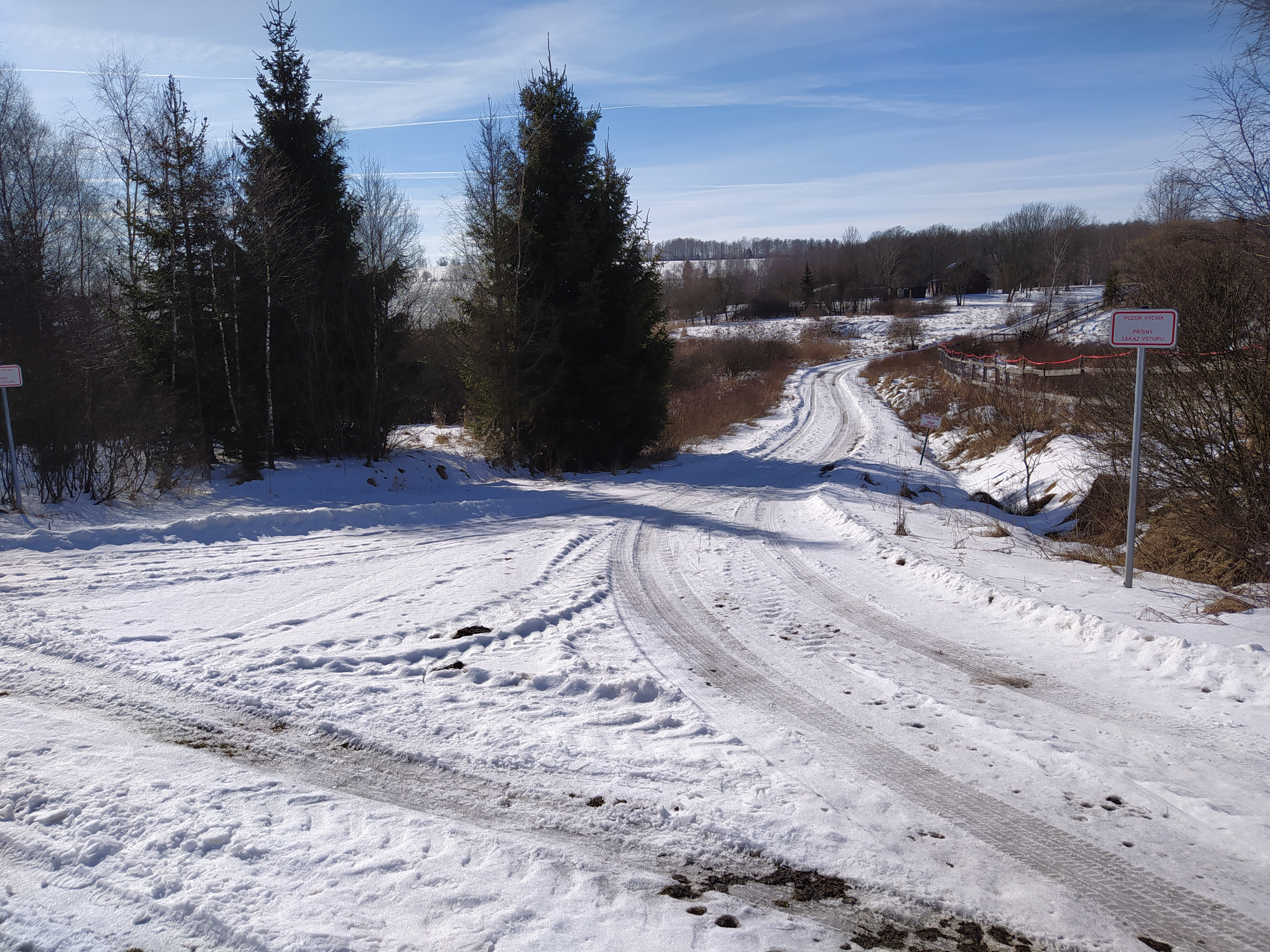
Cesta k lovecké chatě u Heřmánek nad horním rybníkem
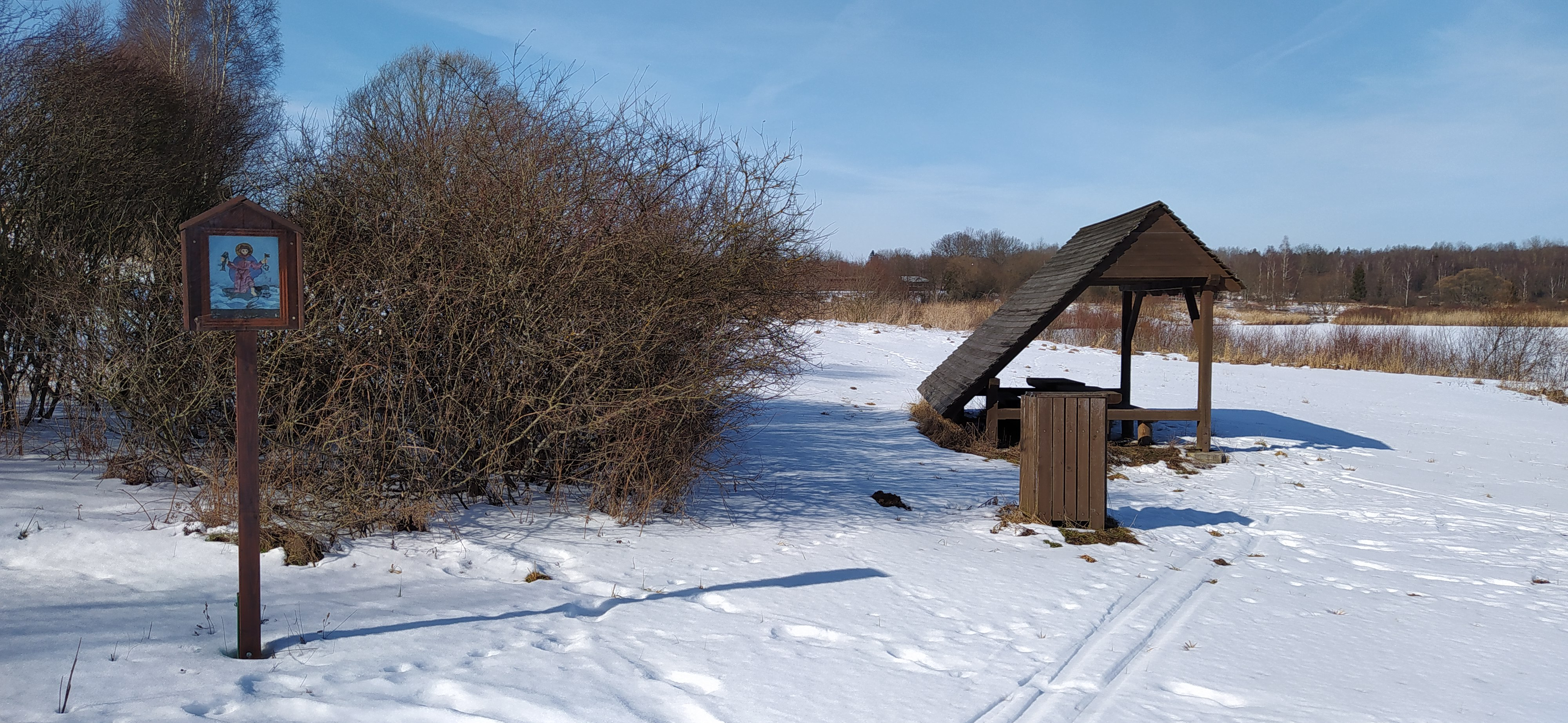
U horního Heřmaneckého rybníka
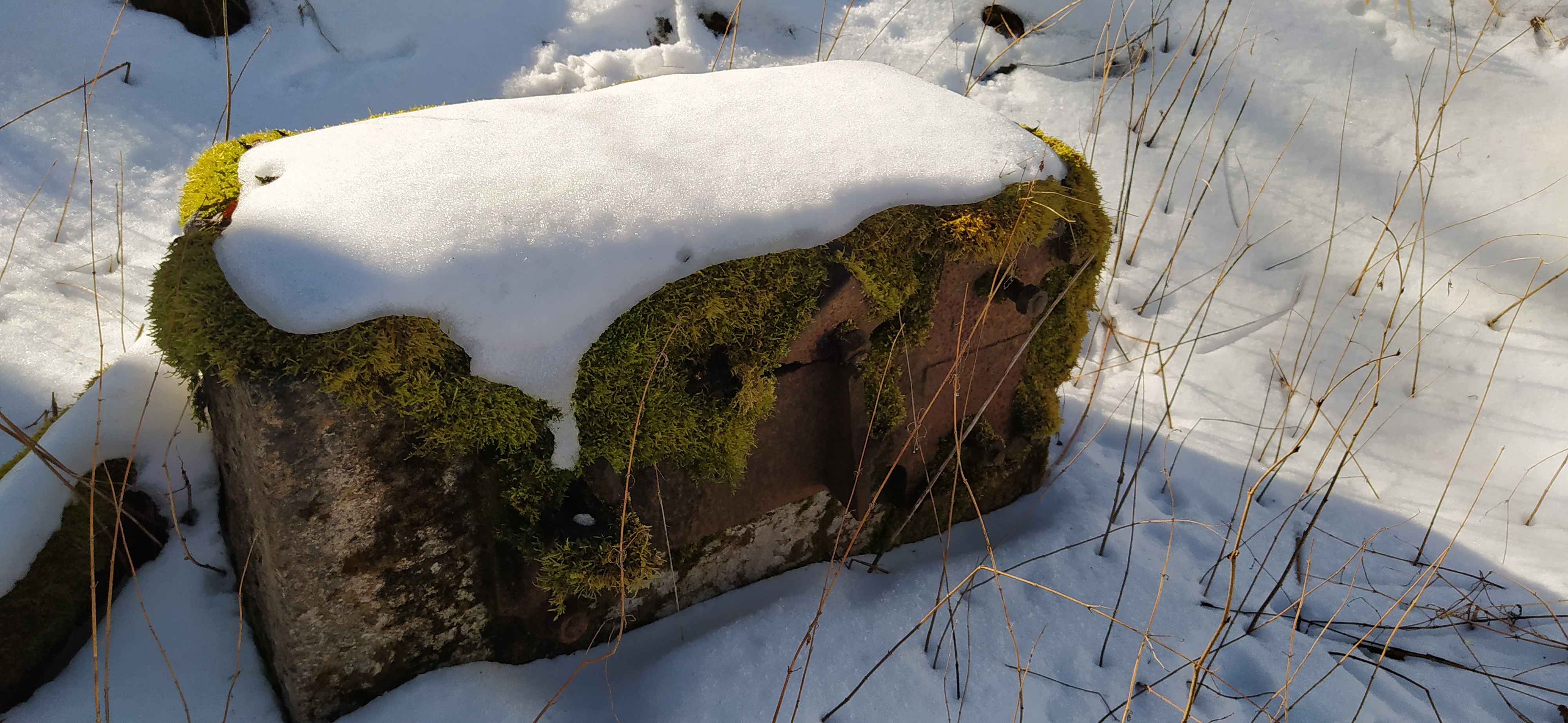
Hermesův Mlýn u Plazského potoka
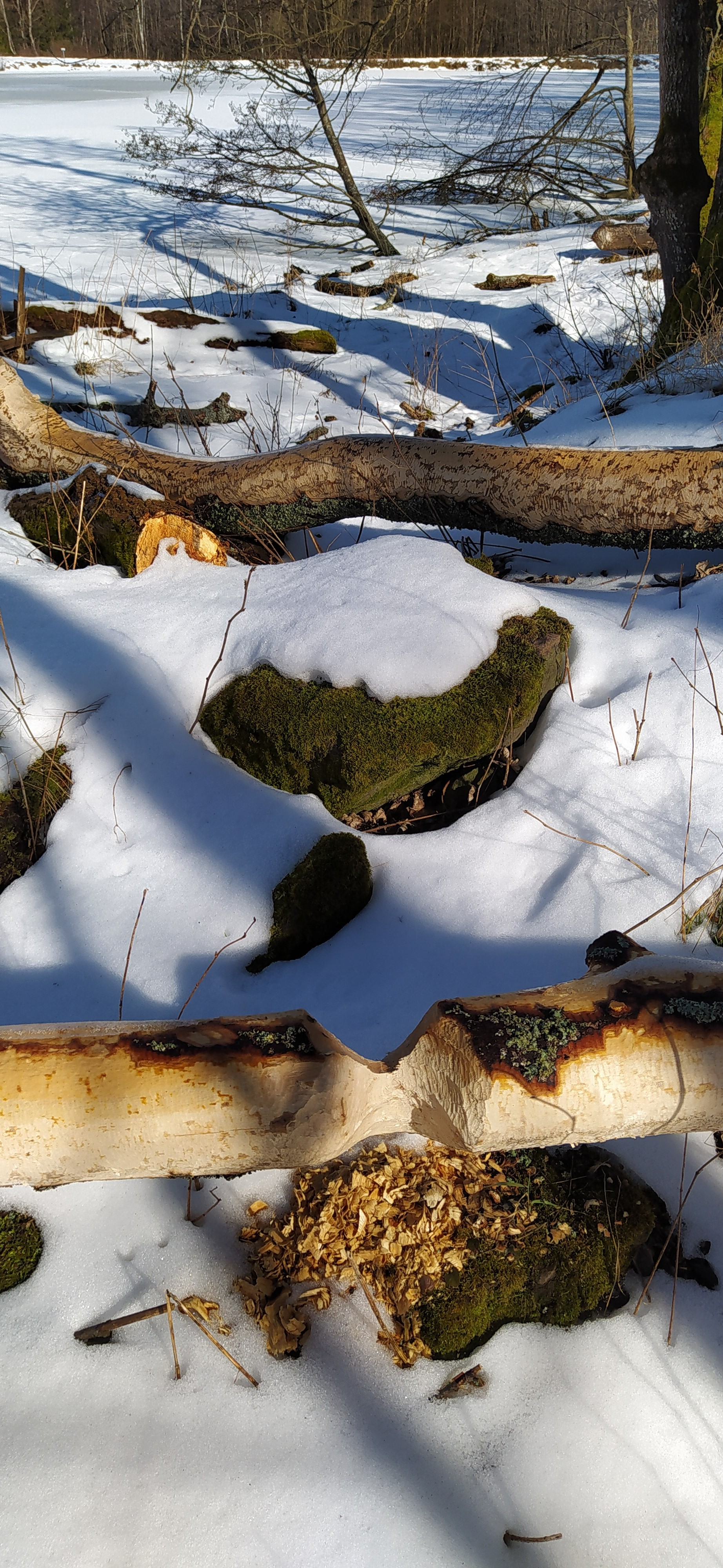
Činnost Bobra evropského, Hermesův Mlýn
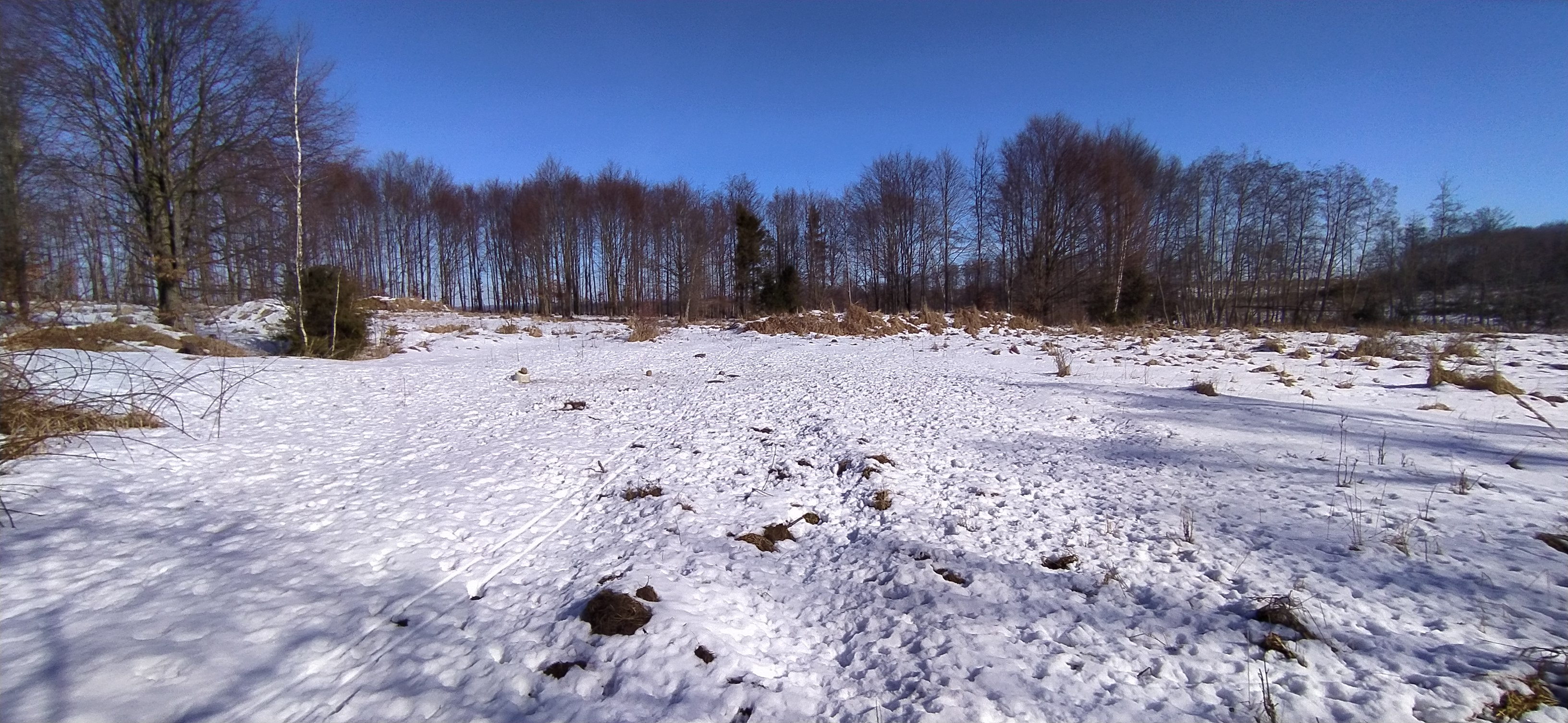
zaniklá Skelná Huť
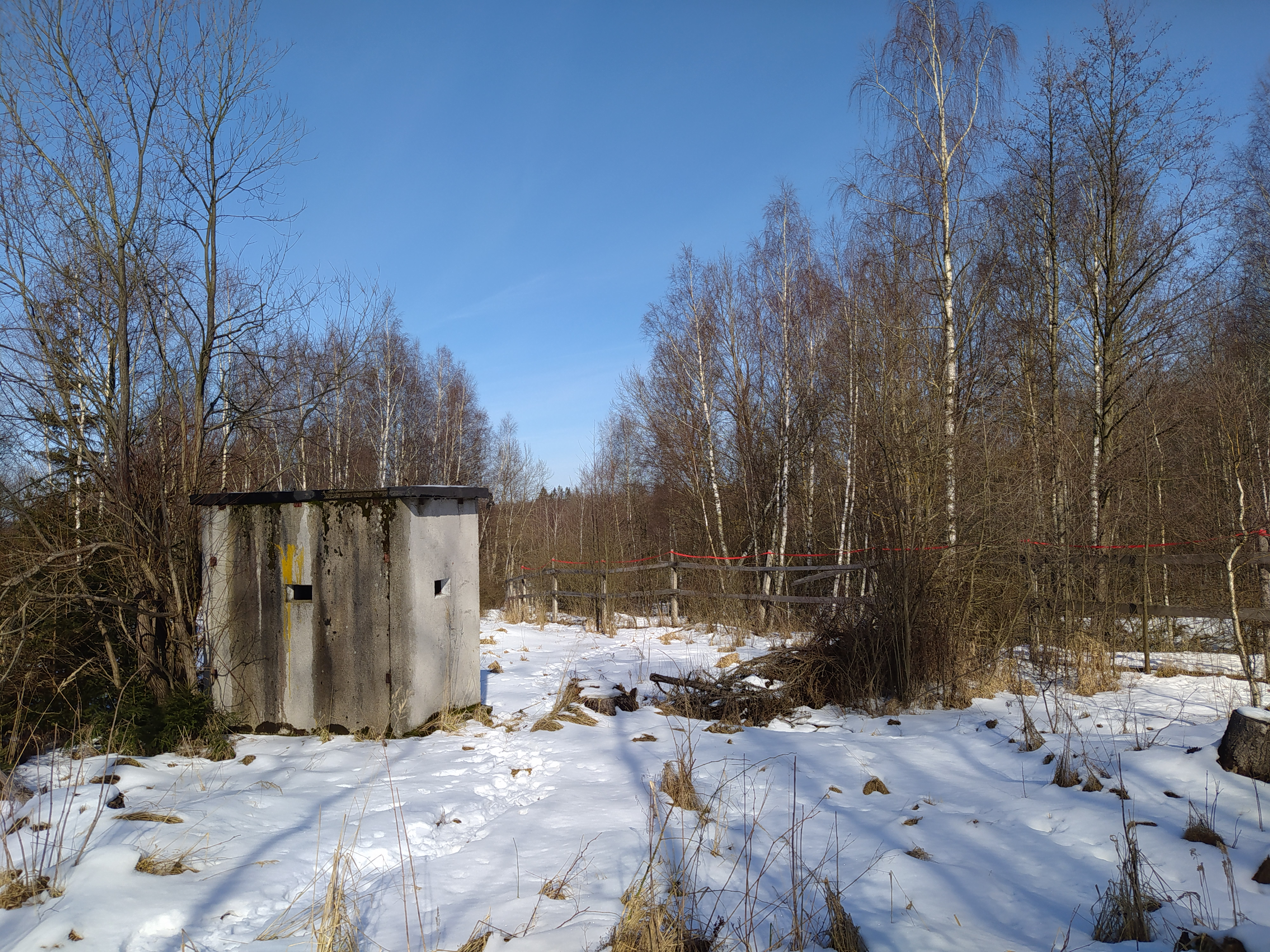
Vojenská strážní budka mezi Hermesovým Mlýnem a Heřmánkami